# Erich Gelhorn
Erich Hermann Gelhorn (ur. 28 stycznia 1876 w Gdańsku, zm. 24 lipca 1930 tamże) – gdański bankowiec, austro-węgierski i austriacki urzędnik konsularny.

## Życiorys
Syn kupca i bankowca Alberta Christiana Gelhorna. Absolwent Gimnazjum Królewskiego w Gdańsku (Königliches Realgymnasium) i Akademii Handlowej (Handels-Akademie), również w Gdańsku. Po śmierci ojca współwłaściciel Domu Bankowego Meyer & Gelhorn (1910-1917). Pełnił obowiązki konsula/konsula generalnego Austro-Węgier/Austrii w Gdańsku (1908-1930) oraz przedstawiciela amerykańskiej firmy łączności transatlantyckiej „Commercial Cable Company” i austriackiej firmy asekuracyjnej „Der Anker”. Był też właścicielem kamienic przy ul. Szerokiej 8 i Długim Targu 1.